# لوكاس غلوفر
لوكاس غلوفر (بالإنجليزية: Lucas Glover)‏ هو لاعب غولف أمريكي، ولد في 12 نوفمبر 1979 في غرينفيل في الولايات المتحدة.

## وصلات خارجية
- لوكاس غلوفر على موقع رابطة لاعبي الغولف المحترفين (الإنجليزية)
- لوكاس غلوفر على موقع التصنيف العالمي الرسمي للغولف (الإنجليزية)
- لوكاس غلوفر على موقع إن إن دي بي (الإنجليزية)